# Cyprès de l'Himalaya
Cupressus torulosa
Espèce
Classification phylogénétique
Statut de conservation UICN

 LC  : Préoccupation mineure
Le cyprès de l'Himalaya (Cupressus torulosa) est un arbre de la famille des Cupressaceae, originaire des régions de l'ouest de l'Himalaya, de l'ouest du Népal au nord-ouest de l'Inde (Uttarakhand et Himachal Pradesh). C'est un grand arbre, pouvant atteindre 45 m de haut.

## Description
Le cyprès de l'Himalaya est qu'une espèce d'arbre conifère à feuilles verte persistantes se trouve sur un terrain calcaire dans l'Himalaya occidental de 300 – 2 800 mètres. Informations sur sa distribution plus à l’est est en conflits. Il peut se produire dans le Sichuan, en Chine et au Vietnam. Toutefois, selon « Conifères du Vietnam », seulement des arbres cultivés existent au Vietnam et le « Flora of China » le reporte du Tibet, mais pas du Sichuan.